# International Fertilizer Development Center
Das International Fertilizer Development Center (deutsch: Internationales Düngemittelentwicklungszentrum, kurz: IFDC) ist eine internationale Non-Profit-Organisation mit Sitz in Muscle Shoals, Alabama. Die Organisation betreibt Forschung im Bereich der Düngemittelentwicklung und fördert Projekte insbesondere in Entwicklungsländern zur Verbesserung der Ernährungssicherheit durch den Einsatz moderner Düngemittel.

## Geschichte
Im April 1974 forderte der damalige Außenminister der Vereinigten Staaten, Henry Kissinger, vor der Generalversammlung der Vereinten Nationen eine Verstärkung der internationalen Bemühungen zur Verbesserung der landwirtschaftlichen Produktion in Entwicklungsländern durch die Nutzung verbesserter Düngemittel. Diese Forderung war auch von der Hungersnot in der Sahelzone zu Beginn der 1970er-Jahre beeinflusst, der zwischen 1968 und 1974 circa eine halbe Million Menschen zum Opfer fielen. Zudem starben bis zu 200.000 Menschen durch eine Hungersnot in Äthiopien in den Jahren 1973 und 1974. Ein Grund für diese Hungersnot war die mangelhafte Versorgung mit Düngemitteln in Folge der Ersten Ölpreiskrise im Jahr 1973. Die Forderung nach einer politischen Reaktion auf diese Ereignisse resultierte unter anderem in der Gründung des IFDC im Oktober 1974.
Im Jahr 1977 wurde die Organisation unter Jimmy Carter, dem damaligen Präsidenten der Vereinigten Staaten, zu einer Internationalen Organisation umgewandelt, zudem wurde im gleichen Jahr das Hauptquartier der IFDC in Muscle Shoals fertiggestellt. Schwerpunkte der Arbeit der Organisation waren zu diesem Zeitpunkt insbesondere Entwicklungsländer in Subsahara-Afrika, aber auch Staaten in Südamerika und auf dem Indischen Subkontinent. Als Reaktion auf die rege Tätigkeit der Organisation in Afrika wurde im Jahr 1987 ein ständiges Büro in Lomé, der Hauptstadt des westafrikanischen Staates Togo, eröffnet. 1989 begann mit einer Trainingsprogramm in Kumasi auch die Schulungstätigkeit des IFDC im Ausland zur Steigerung der Effizienz der Landwirtschaft. Im Jahr 1999 beschäftigte die Organisation 100 Mitarbeiter in Muscle Shoals und 300 Mitarbeiter weltweit. Nach Angaben des damaligen Vorsitzenden Amit Roy wurden zwischen 1974 und 1999 zwischen 200.000 und 300.000 Menschen durch das IFDC geschult.
Im Jahr 2006 war das IFDC an der Durchführung des Afrikanischen Düngemittelgipfels in Abuja unter der Leitung der Afrikanischen Union beteiligt. Als Ergebnis des Gipfels wurde die Erklärung von Abuja verabschiedet, die eine Grüne Revolution zur Steigerung der Effizienz der afrikanischen Landwirtschaft insbesondere durch den Einsatz moderner Düngemittel vorsieht. Nach Angaben der Organisation wurden im Jahr 2009 erstmals mehr als eine Million Menschen in aller Welt bei Veranstaltungen der IFDC geschult, darunter 32 % Frauen. Für die 2020er-Jahre hat die Organisation die Strategie 2020–2030 vorgelegt, die insbesondere die Herausforderungen für die Ernährungssicherheit durch das starke Bevölkerungswachstum in zahlreichen Entwicklungsländern behandelt.

## Organisation
Die Organisation des IFDCs beruht auf zwei zentralen Gremien, dem Verwaltungsrat und der Geschäftsführung. Der Verwaltungsrat ist mit Vertretern aus Industrie- und Entwicklungsländern international besetzt, gegenwärtiger Vorsitzender des Rats ist der US-Amerikaner Jimmy Cheek. Insgesamt gehören dem Gremium aktuell 15 Personen an, sieben davon stammen aus den Vereinigten Staaten. Die Geschäftsführung der Non-Profit-Organisation steht seit 2019 Albin Hubscher vor. Zudem gibt es drei Regionaldirektoren, die für drei Weltregionen verantwortlich sind, in denen das IFDC besonders aktiv sind: Nord- und Westafrika, Süd- und Ostafrika sowie Asien. Die Finanzierung der Organisation erfolgt durch Spenden von staatlichen und privaten Geldgebern. Im Rahmen eines jährlichen Berichts informiert die Organisation über die Finanzen und gegenwärtige Projekte. Dem Jahresbericht 2018 zufolge waren die Niederlande und die Vereinigten Staaten 2018 die bedeutendsten Geldgebern der Organisation, des Weiteren kamen finanzielle Zuwendungen unter anderen von der Afrikanischen Entwicklungsbank, der Walmart Foundation und den Vereinten Nationen. Insgesamt wurden im Jahr 2018 auf diese Weise 46,3 Millionen US-Dollar für die Arbeit der Organisation bereitgestellt. Die Ausgaben beliefen sich auf 47,77 Millionen US-Dollar, wobei die Projekte der Organisation in aller Welt mit mehr als 34 Millionen US-Dollar den größten Kostenpunkt darstellten, weit vor der Forschungsarbeit der Organisation mit jährlichen Kosten von knapp drei Millionen US-Dollar.

## Aktivitäten
Die Aktivitäten des IFDC gliedern sich in Trainings- und Entwicklungshilfeprojekte in Entwicklungsländern und die Forschungsarbeit der Organisation.

### Forschung
Gegenstand der Forschung der Organisation ist die Vereinbarkeit von Bevölkerungswachstum, Ernährungssicherheit und Klimawandel durch einen effizienten Einsatz von Düngemitteln. Die Aktivitäten umfassen dabei die Entwicklung von Düngemitteln, insbesondere in Laboren am Sitz der Organisation in Muscle Shoats, die Überprüfung der Wirkungsweise von Düngemitteln sowie deren Herstellung und Verbreitung, insbesondere in Entwicklungsländern, wo rechtliche Rahmenbedingungen und landwirtschaftliche Expertise teilweise mangelhaft sind. Zudem ist die Organisation an zahlreichen Publikationen und Studien beteiligt. Für Aufsehen sorgte dabei unter anderem eine Schätzung des IFDCs aus dem Jahr 2010 zu den weltweiten Reserven an Phosphor, das für die Düngemittelproduktion von essentieller Bedeutung ist. Demnach waren die weltweiten Reserven circa drei Mal so hoch als nach Angaben der United States Geological Survey. Die Autoren des IFDCs sahen die Versorgung für mehrere Hundert Jahre damit als gesichert an und bestritten die Möglichkeit eines baldigen Peak Phosphor.

### Projekte
Nach Angaben der Organisation wurden im Jahr 2018 mehr als eine halbe Million Menschen bei Veranstaltungen des IFDCs geschult, 45 % davon waren Frauen. Außerdem unterhielt die Organisation mehrere lokale Projekte. In neun westafrikanischen Staaten war die Organisation in Zusammenarbeit mit der Westafrikanischen Wirtschaftsgemeinschaft aktiv, ein Schwerpunkt war dabei insbesondere die Steigerung der Effizienz kleiner landwirtschaftlicher Betriebe und die Kooperation mit nationalen Regierungen zur Verbesserung der rechtlichen und wirtschaftlichen Rahmenbedingungen. In Süd- und Ostafrika war die Organisation in Burundi, Äthiopien, Mosambik, Kenia und Uganda aktiv. Dabei wurden unter anderem der Aufbau einer privaten Herstellung von Qualitätssamen in Burundi und die Anpassung der Landwirtschaft in Teilen Mosambiks auf die Veränderungen durch den Klimawandel gefördert. In Asien war die Organisation 2018 in Bangladesch, Myanmar und Nepal aktiv.